# Gora Kolodkin
Gora Kolodkin är ett berg i Antarktis. Det ligger i Östantarktis. Norge gör anspråk på området. Toppen på Gora Kolodkin är 2 525 meter över havet, eller 290 meter över den omgivande terrängen. Bredden vid basen är 6,1 km.
Terrängen runt Gora Kolodkin är kuperad västerut, men österut är den platt. Trakten är obefolkad. Det finns inga samhällen i närheten.